# Qoros
La Qoros Auto Co. Ltd. (观致汽车有限公司 in cinese e קורוס אוטו בע"מ in ebraico) è un'azienda automobilistica con sede in Cina, nata come joint venture 50:50 tra il gruppo cinese Chery Automobile e la Israel Corporation. È stata fondata nel dicembre 2007 sotto il nome di Chery Quantum Automotive Corporation (CQAC), il nome fu cambiato in Qoros Auto Co., Ltd. nel novembre 2011.
Nel dicembre 2017, la struttura degli azionisti è notevolmente cambiata con la Baoneng Group che ha acquistato una partecipazione pari al 51% in Qoros per 6,6 miliardi di RMB e quella di Chery ridotta al 25%. Il 24% delle quote appartiene alla Kenon Holding. 
Nel 2019 la partecipazione di Baoneng sale al 63% mentre quella della Kenon viene ridotta al 13%.

## Storia

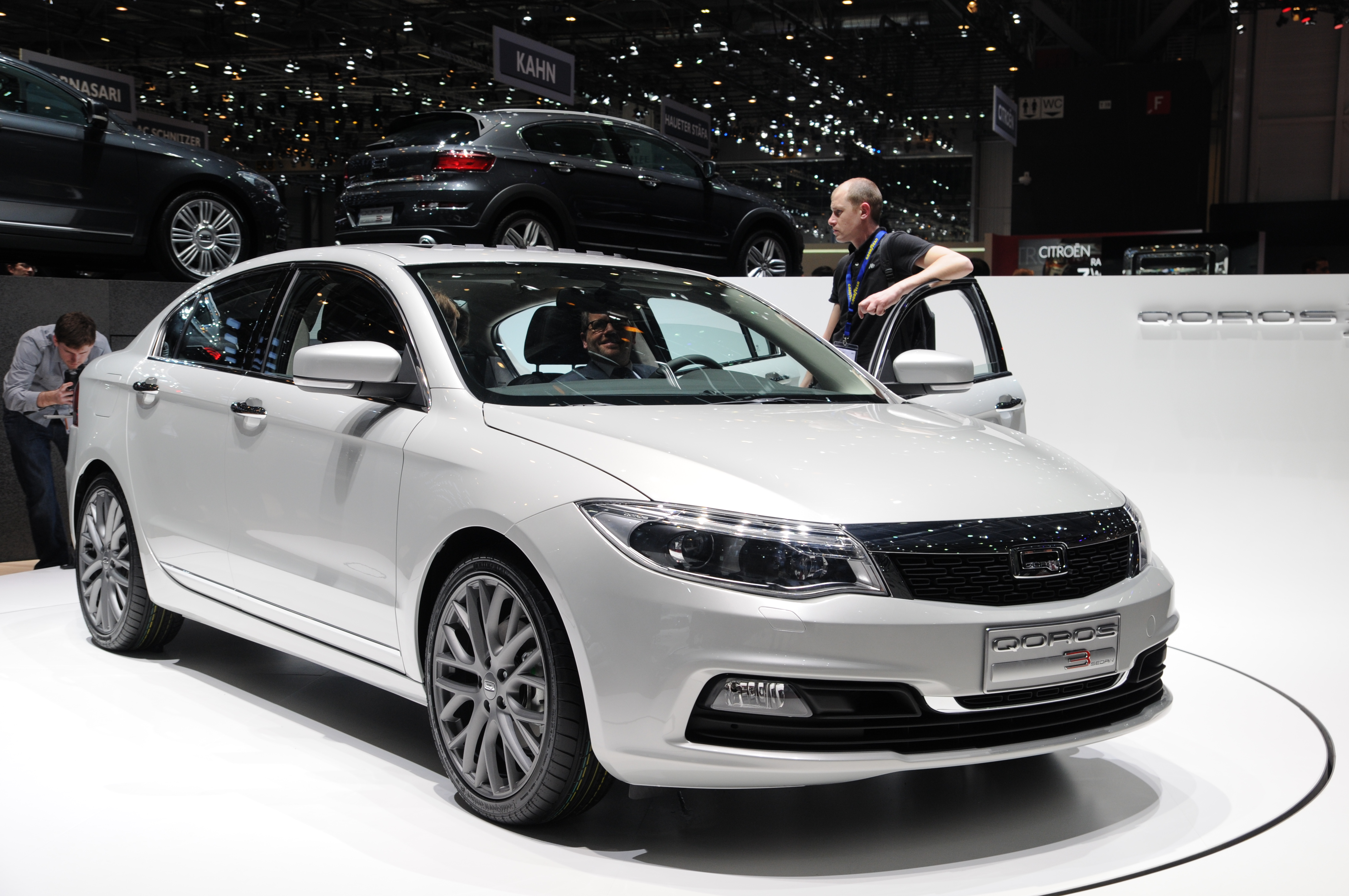
Qoros 3 berlina presentata al Salone di Ginevra del 2013

L'azienda viene fondata in Cina a Wuhu, nella provincia di Anhui, nel dicembre 2007. Nel 2008 viene aperto un secondo ufficio a Shanghai. Al momento della sua fondazione era stato dato il 45% delle azioni agli azionisti israeliani, ma nel 2009 il pacchetto azionario è stato diviso in parti uguali tra i due protagonisti, con la conseguente perdita della maggioranza da parte della Chery.
Per la produzione di autoveicoli è stato costruito uno stabilimento produttivo a Changshu, che può sostenere una produzione annua di circa 150.000 veicoli, ma tale produzione può essere aumentata fino ad un massimo di 300.000 auto all'anno.
Nei piani aziendali vi è l'intenzione di allargarsi verso i mercati occidentali. A tale scopo sono stati firmati dei contratti di fornitura con alcune importanti aziende quali: Magna Steyr, Trw, Continental, Bosch, Valeo e Microsoft. Inoltre sono stati assunti molti manager stranieri, ed è stato aperto un centro di design a Monaco di Baviera, in Germania, affidato Gert Hildebrand, già designer delle nuove Mini. I primi concept sono stati presentati al pubblico durante il salone di Ginevra del 2013. Si tratta di una due volumi (presentata come veicolo di serie), una station wagon e un SUV. La Qoros ha intenzione di iniziare le vendite con un modello chiamato Qoros 3 Sedan, per poi passare alla produzione e alla vendita di altri veicoli.
Nel settembre del 2013 la Qoros 3 Sedan ottiene 5 stelle nel test Euro NCAP. Si tratta del primo riconoscimento di questo tipo ottenuto da un'auto sviluppata in Cina.
Nel novembre 2015 debutta il secondo modello denominato Qoros 5, una SUV di segmento C basata sulla stessa piattaforma della berlina Qoros 3 prodotta in Cina.

## Nome
Il nome Qoros è riservato al mercato estero, non ha un significato di senso compiuto, ma è un insieme simbolico di parole e lettere. La Q rappresenta la qualità, mentre il resto è tratto dal greco antico khoros, ovvero coro (coro greco) e rappresenta il carattere internazionale che l'azienda vuole assumere.
In Cina l'azienda assume il nome di Guan Zhi.

## Galleria d'immagini

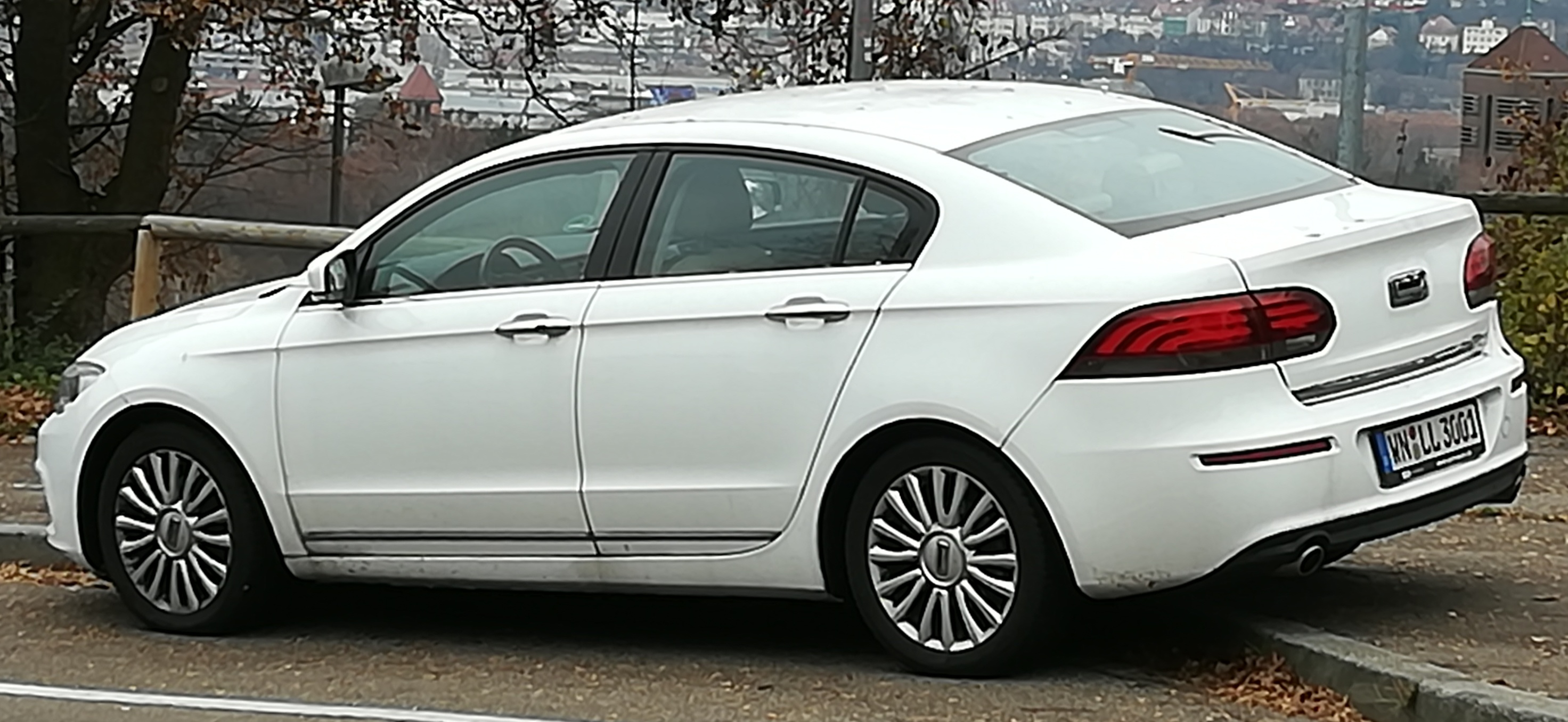
Particolare della parte posteriore della Qoros 3 Sedan.
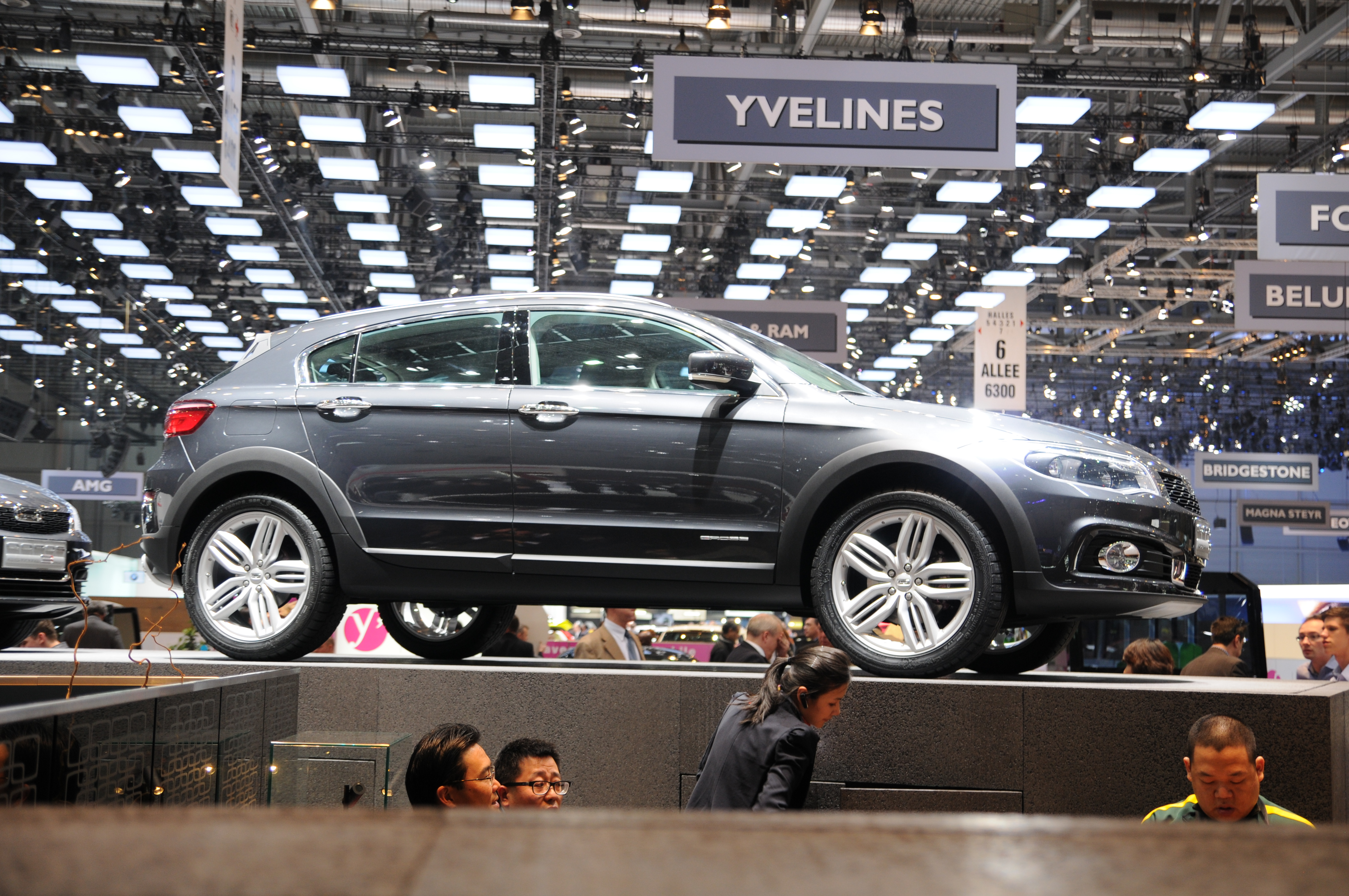
Concept presentato al Salone di Ginevra del 2013 con il nome di Qoros 3 Cross Hybrid Concept.
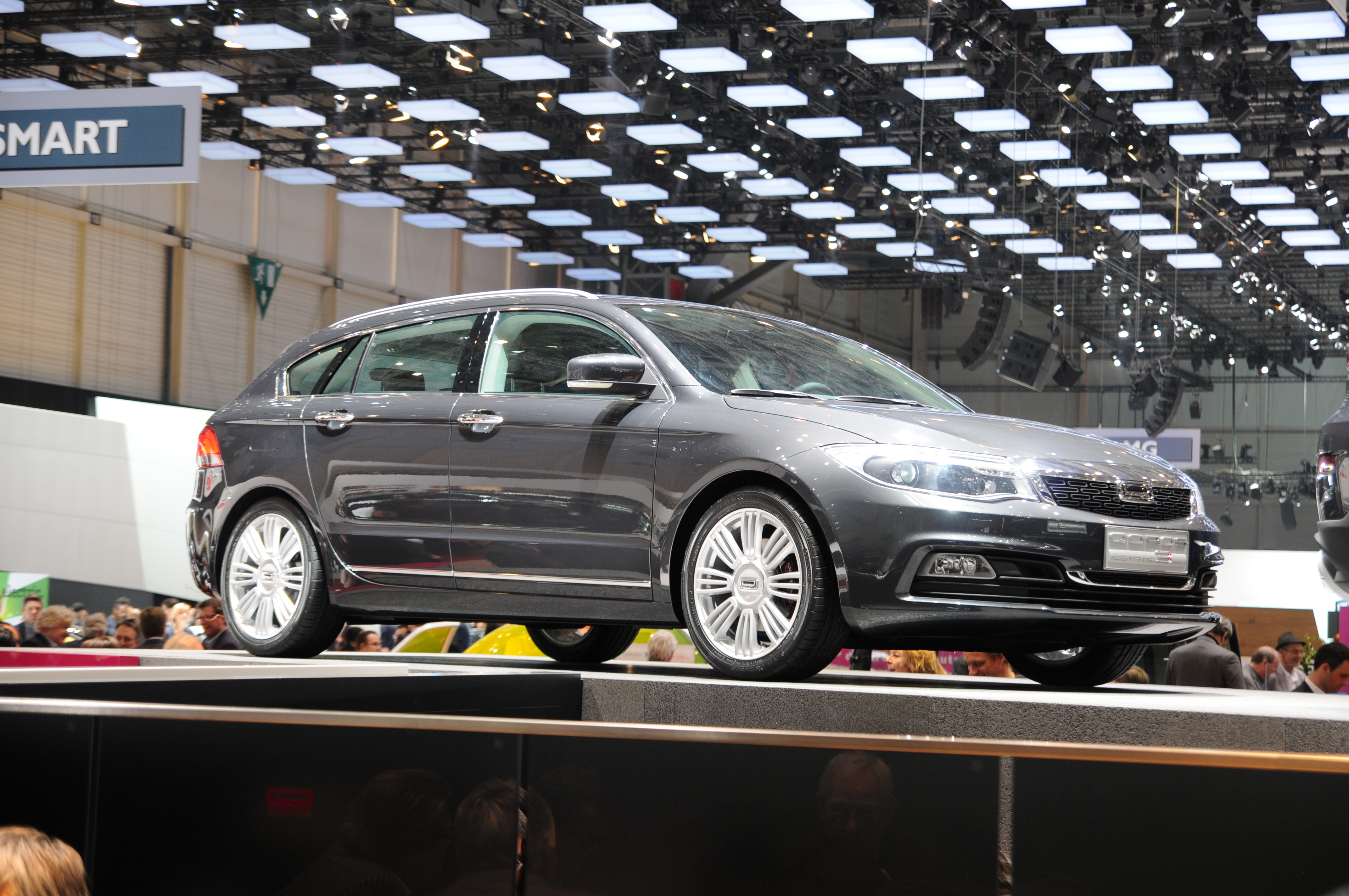
Concept presentato al Salone di Ginevra del 2013 con il nome di Qoros 3 Estate Concept.